# Jacaraci
Jacaraci is een gemeente in de Braziliaanse deelstaat Bahia. De gemeente telt 14.837 inwoners (schatting 2009).

## Aangrenzende gemeenten
De gemeente grenst aan Caculé, Condeúba, Guajeru, Licínio de Almeida, Mortugaba, Urandi en Espinosa (MG).